# Бродери англэз

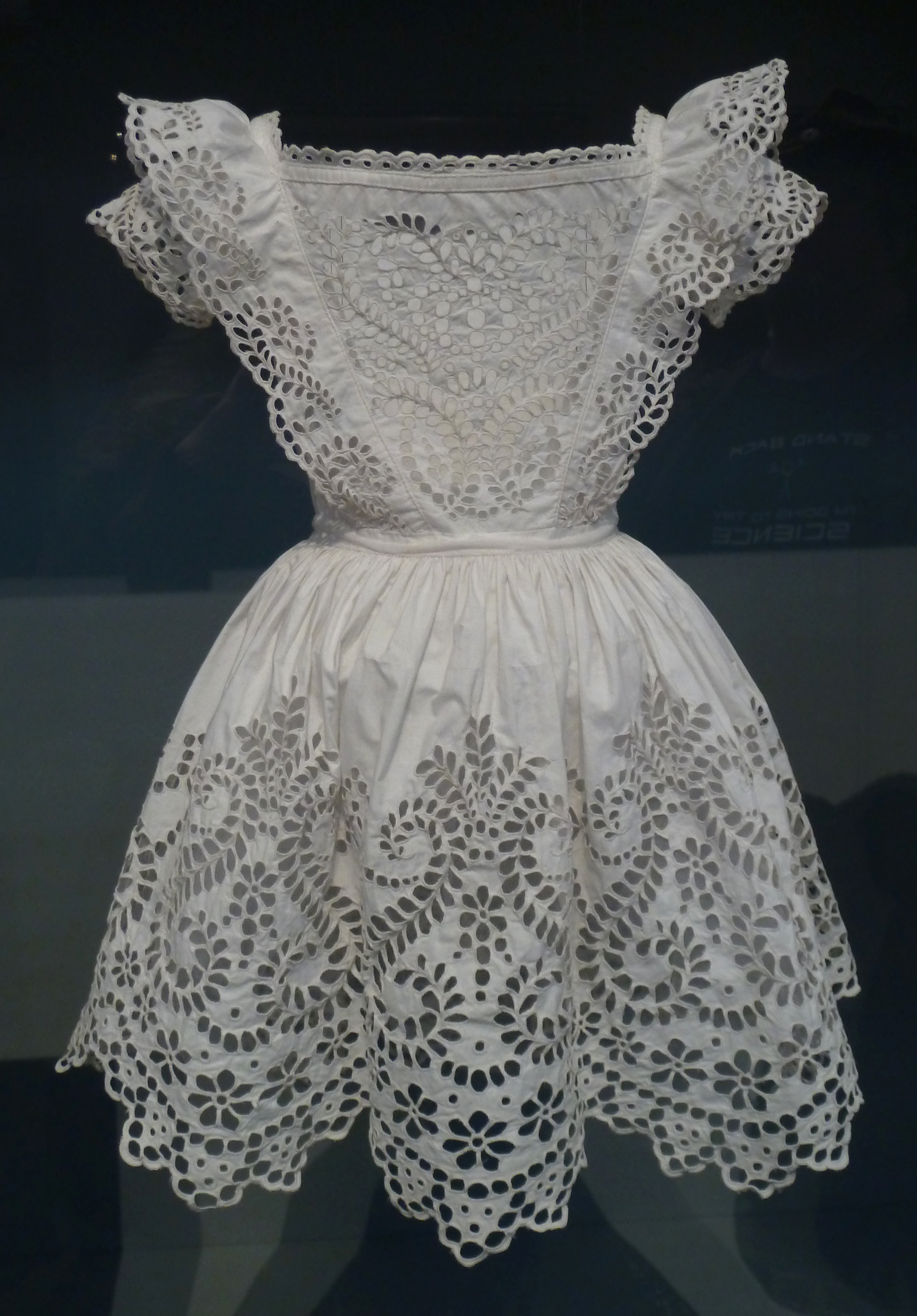
Платье для мальчика, белое хлопковое полотняное переплетение с английской вышивкой, вероятно, английское, ок. 1855 г. Из собрания музея искусств округа Лос-Анджелес.

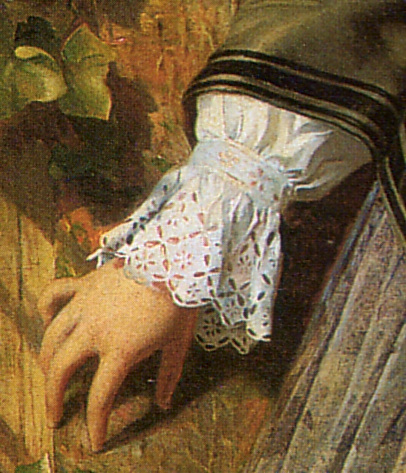
Манжета в технике бродери англез, деталь из книги Филипа Гермогена Кальдерона « Нарушенные обеты ».

Бродери англэз (фр. broderie anglaise, с фр. — «английская вышивка») — техника рукоделия, включающая в себя черты вышивки, ришелье и игольного кружева, которая стала ассоциироваться с Англией из-за своей популярности там в XIX веке.
Основной тканью обычно является хлопок или смесь хлопка и полиэстера, а также тонкий лен. Однако эту технику можно применять и к более толстым материалам, таким как джинсовая ткань.
Вид вышивки — английская гладь. Бродери англэз применялась, в частности, в белье. От ришелье отличается бродери англез более мелким рисунком и тем, что обшивалась через край, а не петлеобразно.
В более ранней интерпретации «Broderie anglaise» — белая ткань с геометризованным растительным орнаментом, появившаяся в конце XVIII в.
Изначально цвет ткани был белый или светло-бежевый, нить для вышивания была того же цвета. Позже стали использовать больше цветов, часто пастельных оттенков, а также темных цветов вплоть до черного.

## История и техника
Бродери англэз характеризуется узорами, состоящими из круглых или овальных отверстий, называемых люверсами, которые вырезаются из ткани, а затем связываются обметочными или петлевыми стежками . Узоры, часто изображающие цветы, листья, виноградные лозы или стебли, дополнительно очерчены простыми вышивальными стежками, выполненными на окружающем материале. Позже английский бродери также использовал небольшие узоры, выполненные гладью.
Эта техника возникла в XVI веке в Восточной Европе, вероятно, на территории современной Чехии, но по-прежнему ассоциируется с Англией из-за своей популярности там в XIX веке.
В викторианскую эпоху английская вышивка обычно имела открытые площадки разных размеров. Трансферы использовались сначала для нанесения рисунка на материал. В некоторых случаях отверстия пробивались шпилькой для вышивания перед обработкой края; в других случаях сначала вышивали ткань, а потом ножницами вырезали отверстие. Начиная с 1870-х годов дизайн и техника вышивки бродери англез могли быть скопированы швейцарскими машинами для ручной вышивки и вышивки шиффли. Сегодня большая часть английского бродери создается машинным способом.

## Современность
Кружево на основе бродери англез до сих пор популярно на острове Мадейра, португальской территории у побережья Африки.
В XXI веке подавляющее большинство бродери англез производится машинным способом, перфорация нижележащих тканей выполняется лазером на вышивальных машинах. Даже во 2-м десятилетии этого века только на острове Мадейра насчитывается около 30 компаний, на которых занято 4500 рабочих в ручном производстве англезии ( мадейрская работа ). 
В XXI веке кружево появляется на многих предметах одежды, ночной одежде, летних платьях, блузах, отделке домашнего текстиля, верхах летней обуви (и как предмет роскоши), вышивке на тонкой коже. Даже на шортах, носовых платках и футболках ныне используется дешевый материал. Из-за прекрасного внешнего вида он также используется в детской одежде или для покрытия детской кроватки.

## Мода и популярная культура
В Англии бродери англез было чрезвычайно популярно в 1840-1880 гг, использовалось для женского нижнего белья и детской одежды. В 1950-х годах популярность возродилась, его часто использовали для отделки платьев и нижнего белья. В 1959 году на свадьбе с Жаком Шаррье Брижит Бардо надела платье из клетчатой ткани и вышивки шитьем.
В современной моде бродери англез используется на самых разных предметах одежды, таких как шорты и даже футболки. Его характеризуют как «кружево, но увеличенное в размерах», что делает его более прочным и подходящим для повседневного ношения и меньше ассоциируется с изящным кружевным видом нижнего белья.
Бродери англез используется в коллекции Haute Couture осень-зима 2021-2022 от Chanel

## В культуре

### В литературе
- Николай Лесков, поэма «Соборяне»:

Лучше гораздо сестрицы вязал когда-то, и даже бродери англез выплетал, а нынче что ни стану вязать, все петли спускаю.
- Софья Лаврентьева:

Мы вязали тогда, только что вошедшия в моду, платочки из тонкой, так называвшейся „царской шерсти“. Вышивали тоже модной тогда „broderie anglaise“.
- Н. А. Вербицкая, «Разлад»:

Он так привык к этим виданным с детства типам чистеньких изящных женщин, с безукоризненной прической. Мягкими манерами, с broderies anglaise в руках, кокетством врожденным, невольным, почти бессознательным.

## Использованная литература
- S.F.A. Caulfield and B.C. Saward, The Dictionary of Needlework, 1885 г.
- Дамские рукоделия // Модный свет. 1915. № 15

## Примечание
1. ↑  Екатерина Романова. Эти 3 модели платьев восхищают винтажным стилем, вы на вряд ли сможете перед ними устоять. ohFashion.ru (9 мая 2022). Дата обращения: 21 июля 2022. Архивировано 21 июля 2022 года.
2. ↑  Broderie stof met geborduurde gaten | Stoffen Hemmers. www.stoffen-hemmers.nl. Дата обращения: 28 июля 2021. Архивировано 28 июля 2021 года.
3. ↑  Бэлла Шапиро. Ажур и женское белье: эстетика, идеология и технология машинного производства бельевой отделки с XVI века до наших дней. НЛО. Дата обращения: 21 июля 2022. Архивировано 21 июля 2022 года.
4. ↑  broderie anglaise. Encyclopædia Britannica Online. Encyclopædia Britannica Inc.. Дата обращения: 13 сентября 2013. Архивировано 19 февраля 2014 года.
5. ↑  Emroidery and laser cutting. Puntoart (4 марта 2016). Дата обращения: 21 июля 2022. Архивировано 21 июля 2022 года.
6. ↑  How embroidery machine with laser cutting systém works. KASU Laser (11 апреля 2017). Дата обращения: 21 июля 2022. Архивировано 24 июня 2020 года.
7. ↑  Maddeira Embroidery. euronews (27 августа 2018). Дата обращения: 21 июля 2022. Архивировано 20 октября 2020 года.
8. 1 2  Natasja Admiraal. mode ABC - online modelexicon - Technieken - Broderie anglaise (нидерл.). mode ABC - online modelexicon. Дата обращения: 28 июля 2021. Архивировано 19 октября 2021 года.
9. ↑  Broderie Anglaise. Embroidery Types. The Embroiderers' Guild of Western Australia.. Дата обращения: 13 сентября 2013. Архивировано из оригинала 20 октября 2013 года.
10. ↑  Cartner-Morley, Jess (2012-03-30). How to dress: broderie anglaise. The Guardian. Архивировано 21 июля 2022. Дата обращения: 13 сентября 2013.
11. ↑  Chanel Haute Couture осень-зима 2021-2022. RUNWAY ЖУРНАЛ (6 июля 2021). Дата обращения: 21 июля 2022. Архивировано 21 июля 2022 года.
12. ↑  Мосалева Галина Владимировна. Категория соборности в иконографической поэме-хронике Н. С. Лескова «Соборяне» // Проблемы исторической поэтики. — 2020. — Т. 18, вып. 2. — С. 217–237. — ISSN 1026-9479. Архивировано 21 июля 2022 года.